# Chiesa di San Donato (Gavignano)
La chiesa di San Donato è un edificio sacro situato a Gavignano, nel comune di Poggibonsi in provincia di Siena.
L'edificio è significativo perché costituisce uno degli esempi più interessanti di architettura romanica minore grazie al suo stato di conservazione e per gli elementi architettonici della facciata.

## Storia
La chiesa è situata al margine meridionale del piviere di Sant'Appiano nei pressi di quello che in epoca medievale era il confine sud-orientale tra la diocesi di Firenze e le diocesi di Siena e Volterra lungo l'antica via Salaiola. La prima testimonianza documentale su questa chiesa risale all'atto di donazione fatto a favore della badia di Màrturi dal marchese Ugo II di Toscana nel 998. Successivamente un podere nel suo territorio viene ceduto alla badia a Passignano nel 1123 e in data 10 luglio 1221 gli uomini del popolo di Gavignano giurarono fedeltà al Comune di Siena. In un documento dell'aprile 1286 il suo rettore figura tra i sacerdoti che assistettero ad una riunione tenutasi a Firenze per stipulare una decima generale.
La chiesa appare anche negli elenchi delle decime per gli anni 1276-1277 e 1302-1303 quando risulta tassata per 2 lire e 12 soldi annui, una cifra esigua come per molte altre chiese del piviere di Sant'Appiano. Nel XVI secolo venne unita alla chiesa di San Pietro a Cedda e nel 1592 venne inglobata nella costituenda diocesi di Colle Val d'Elsa.

## Descrizione

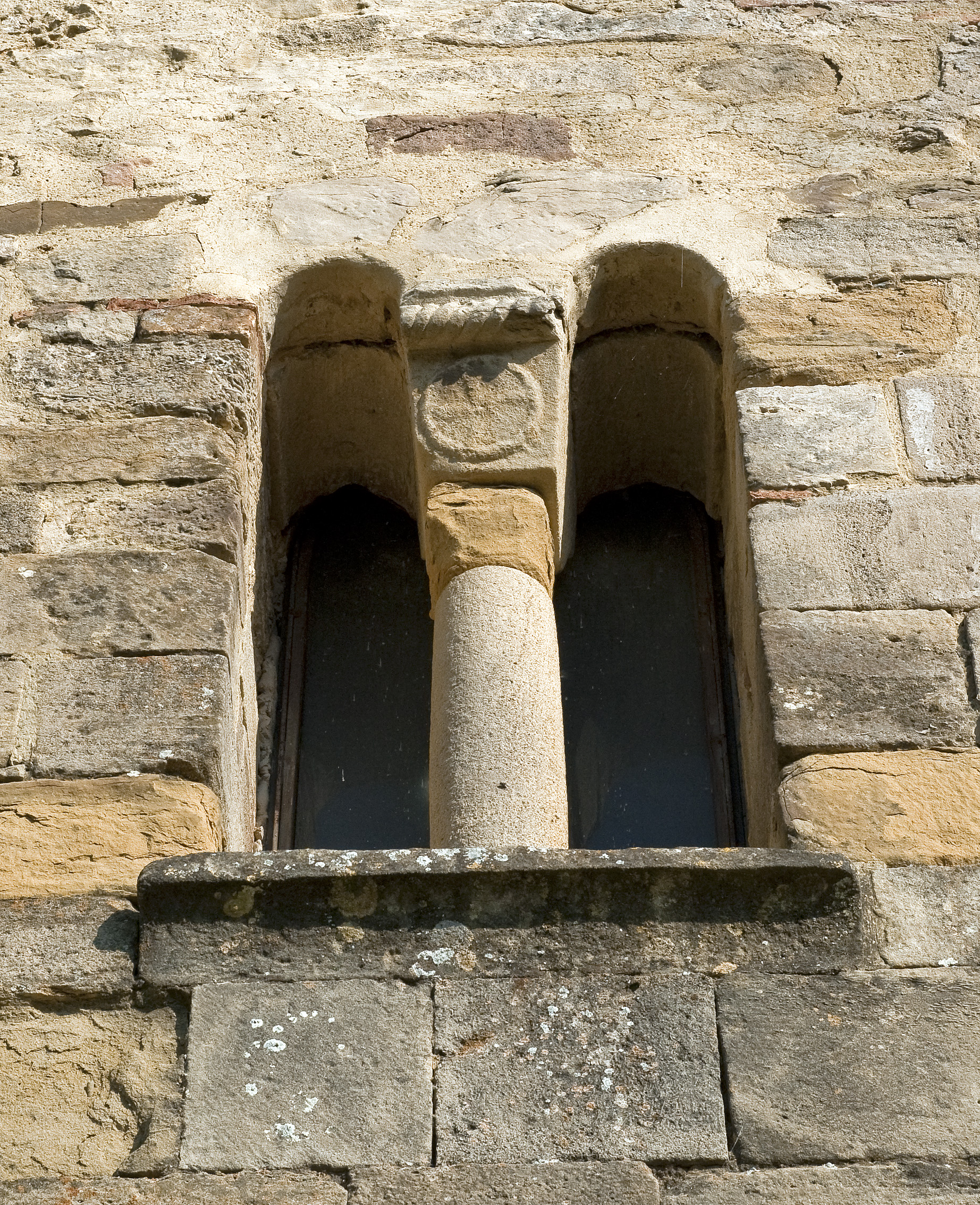
Bifora in facciata

La chiesa di San Donato presenta una pianta ad aula unica rettangolare originariamente conclusa da un'abside semicircolare. Originariamente aveva anche un ingresso sulla fiancata meridionale, oggi interamente occupata da una casa colonica.
La facciata a capanna presenta un paramento murario di conci di arenaria disposti su corsi orizzontali irregolari e sopra al portale è aperta da una bifora, frutto del rimontaggio di parti autentiche databili al XII secolo, la cui colonnina centrale sorregge due architravi; la colonnina è conclusa da un capitello, decorato da una raffigurazione uncinata, ed è a sua volta sormontato da un pulvino nel quale è scolpito un motivo cruciforme.
Il sottostante portale presenta un bell'archivolto composto da nove pezzi e poggiante su un architrave monolitico; tale architrave è singolare in quanto all'interno dell'edificio aggetta rispetto alla parete della controfacciata. Sulla facciata venne aggiunto anche un campaniletto a vela di gusto discutibile. La fiancata settentrionale è l'unica completamente visibile e mostra un paramento murario in pietra arenaria dalla tonalità rossiccia con i conci disposti a corsi orizzontali e paralleli. Il volume dell'abside venne demolito nel XIX secolo perché pericolante e le pietre vennero usate per costruire il muretto di un orto.
L'interno, coperto a capriate lignee, è semplice severo e mostra il paramento murario a filaretto.